# Маринівка (Бердянський район)
Ма́ринівка — село в Україні, у Приморській міській громаді Бердянського району Запорізької області. Населення становить 725 осіб.

## Географія
Село Маринівка знаходиться на берегах річки Лозоватка, вище за течією на відстані 3 км розташоване село Вячеславка, нижче за течією на відстані 1,5 км розташоване село Новоолексіївка.

## Населення

### Мова
Розподіл населення за рідною мовою за даними перепису 2001 року:
| Мова            | Кількість | Відсоток |
| --------------- | --------- | -------- |
| болгарська      | 365       | 50.34%   |
| російська       | 266       | 36.69%   |
| українська      | 93        | 12.83%   |
| інші/не вказали | 1         | 0.14%    |
| Усього          | 725       | 100%     |

## Історія
Село засновали бессарабські болгари з Баннівки на місці покинутого ногайського аулу Кичкене-бес-кекли («п'ять маленьких куріпок») в 1861 році, назвавши його на честь свого рідного села Банівкою. В 1918 році село перейменували в Маринівку. З сучасною назвою села пов'язано декілька легенд: за однією — так звали найвродливішу жінку села, за іншою — село носить ім'я  діда Марина, найстарішого і найшановнішого мешканця села.
7 (20) листопада 1917 року, відповідно до Третього Універсалу Української Центральної Ради, увійшло до складу Української Народної Республіки.
12 червня 2020 року, відповідно до розпорядження Кабінету Міністрів України № 713-р «Про визначення адміністративних центрів та затвердження територій територіальних громад Запорізької області», увійшло до складу Приморської міської громади.
19 липня 2020 року, в результаті адміністративно-територіальної реформи та ліквідації  Приморського району увійшло до складу Бердянського району.
Село тимчасово окуповане російськими військами 24 лютого 2022 року.

## Об'єкти соціальної сфери
- Школа.